# Morandi Morandi
Morandi Morandi Prodotto da Mauro Malavasi che cura gli arrangiamenti. è il ventiduesimo album del cantante italiano Gianni Morandi, pubblicato dall'etichetta discografica RCA nel 1992.
L'album, disponibile su long playing, musicassetta e compact disc.
Il disco contiene tra l'altro Banane e lampone, uno dei brani più noti dell'artista dagli anni '90 in avanti.
È stato il suo ultimo album a portare il marchio RCA Italiana che lo accompagnava dal 1963.

## Tracce

### Lato A
1. Il presidente
2. Oh mamma mia
3. Credo
4. Banane e lampone (Chi c'era con te)
5. Angelita

### Lato B
1. Ma tu chi sei
2. Che cos'è
3. Vivo muoio e vivo
4. Domani

## Formazione
- Gianni Morandi – voce, chitarra acustica
- Luca Malaguti – basso, programmazione
- Mauro Gardella – chitarra elettrica, cori, chitarra acustica
- Franz Campi – chitarra acustica, cori
- Mauro Malavasi – tastiera, cori, programmazione, batteria, tromba, arrangiamento
- Michele Ferrari – chitarra acustica
- Bruno Mariani – chitarra elettrica in Ma tu chi sei e Che cos'è
- Enrico Serotti – chitarra elettrica in Vivo muoio e vivo
- Ignazio Orlando – programmazione computer
- Jimmy Villotti – chitarra addizionale in Domani
- Enrico Guerzoni – violoncello
- Rudy Trevisi – sax, cori, percussioni
- Ugo Rapezzi, Barbara Cola, Franco Fregni – cori

Produzione
- Mauro Malavasi – produzione, missaggio, mastering